# Juárez, símbolo de la República frente a la Intervención francesa
Juárez, símbolo de la República frente a la Intervención francesa (1972), es uno de los murales más famosos de Antonio González Orozco. El mural se encuentra plasmado en la entrada del Alcázar,en la pared derecha del Patio de Carruajes  en el Castillo de Chapultepec, donde se encuentra el Museo Nacional de Historia Se puede observar en la misma sala, en la pared opuesta, otra de sus grandes obras Entrada triunfal de Benito Juárez al Palacio Nacional acompañado de su gabinete (1967).  En ambas obras se aprecia la etapa juarista.

## Autor
Antonio González Orozco nacido en la ciudad de Chihuahua, en México; el 10 de mayo de 1933. Es además de muralista, escultor, dibujante, grabador y pintor de caballete. Es considerado por el periódico Excelsior como «uno de los últimos exponentes  de la plástica mexicana y tal vez el último gran muralista del siglo XX». Su obra plástica se compone de ocho murales ubicados en norte del país: cuatro en la Ciudad de México, uno en San Pedro de las Colinas, Chihuahua, dos en Sinaloa y el más reciente en Hidalgo del Parral, Chihuahua. Después de contar con una plaza de restaurador en el Museo Nacional de Historia, y tener contacto con el promotor cultural Antonio Arriaga Ochoa, quien por encargo fue que realizó varios de los murales. Mantuvo contacto con Juan O´Gorman (1905-1982) y Jorge González Camarena (1917-1695), Leopoldo Méndez (1902-1969) y David Alfaro Siqueiros (1896-1974) con los cuales mantuvo una buena amistad.

## Obra
Cinco años después de su primera obra en la Ciudad de México, el mismo director Arriaga lo comisionó para pintar la obra en la pared izquierda de la entrada del Alcázar: el Salón de Carruajes. Para proteger el área, se utilizó acrílico sobre tela, sobre madera; esto con la intención de evitar los riegos de humedad que se podían observar en el cuarto. El tema a representar, era la lucha contra el Imperio. En el mural, resalta la figura de Juárez que tiene una rasgos indígenas, tez morena y gesto grave y formal. En la parte inferior de la pintura, se observan los acontecimientos que existieron durante la guerra. En la parte superior puede mirarse los diferentes escenarios, las montañas, los batallones, los fuertes. Se plasma la intervención extranjera en los ejércitos desiguales, uno preparado, con fusiles, caballos, mejores recursos que se impone a uno débil, pobre y que está compuesto por civiles y fuerzas irregulares, llamados chinacos. 
En el grupo de lado de izquierdo, se observan dos batallones, belgas, austriacos y franceses compuesto por un grupo de zuavos, con un uniforme particular.